# Куряча, Ярослава Юрьевна
Ярослава Юрьевна Куряча (укр. Куряча Ярослава Юріївна; род. 9 августа 1992, Винница, Украина) — украинская модель, победительница конкурса "Мисс Украина 2011".

## Биография
Ярослава родилась в семье государственных служащих. Закончила Винницкое училище культуры и искусств, занимается хореографией. Преподает в музыкальной школе посёлка Стрижавка. В 2009 году стала «1-я Вице-мисс Винница». Победила в конкурсе «Жемчужина Чёрного моря» в Севастополе. В 2010 году, на конкурсе красоты Foto Model в Киеве получила корону Вице-мисс.
11 сентября 2011 победила на конкурсе Мисс Украина 2011. На конкурсе Мисс Мира 2011, который прошел в 2011 году, вошла в Топ-15.